# Twierdzenie Starka-Heegnera
Twierdzenie Starka-Heegnera (również Bakera-Heegnera-Starka) – twierdzenie z teorii liczb ściśle określające, które ciała kwadratowe pozwalają na jednoznaczny rozkład w ich pierścieniu liczb całkowitych. Rozwiązuje przypadek szczególny problemu Gaussa zwanego problemem liczby klas i związanego z wyznaczaniem liczby ciał kwadratowych urojonych, które mają ustaloną liczbę klas.

## Sformułowanie
Niech Q oznacza zbiór liczb wymiernych oraz niech d będzie liczbą całkowitą bezkwadratową. Wtedy Q(√d) jest skończonym rozszerzeniem Q stopnia 2, zwanym rozszerzeniem kwadratowym. Liczba klas Q(√d) jest liczbą klas równoważności ideałów pierścienia całkowitego Q(√d), gdzie dwa ideały I i J są równoważne wtedy i tylko wtedy, gdy istnieją ideały główne (a) i (b), takie że (a)I = (b)J. Dlatego pierścień całkowity Q(√d) jest dziedziną ideału głównego (a więc pierścieniem z jednoznacznością rozkładu) wtedy i tylko wtedy, gdy liczba klas Q(√d) jest równa 1. Twierdzenie Starka-Heegnera może być sformułowane następująco:
Jeśli d < 0, wtedy liczba klas Q(√d) jest równa 1 wtedy i tylko wtedy, gdy:
{\displaystyle d\in \{\,-1,-2,-3,-7,-11,-19,-43,-67,-163\,\}}
Liczby te są określane mianem liczb Heegnera.
Powyższa lista jest też zapisywana przy zastąpieniu −1 przez −4 i −2 przez −8 (co nie zmienia ciała):
{\displaystyle D=-3,-4,-7,-8,-11,-19,-43,-67,-163,}
gdzie D jest interpretowane jako wyróżnik (ciała liczbowego, albo krzywej eliptycznej z mnożeniem zespolonym). Bardziej standardowe jest, gdy D są wtedy wyróżnikami fundamentalnymi.

## Historia
Po raz pierwszy twierdzenie zostało zaproponowane przez Gaussa w sekcji 303 jego Disquisitiones Arithmeticae. Zasadniczo udowodnił je w 1952 Kurt Heegner, ale jego dowód zawierał pewne niewielkie luki i dowód twierdzenia nie był akceptowany dopóki Harold Stark nie podał pełnego dowodu opublikowanego na początku 1967, który miał wiele wspólnego z pracą Heegnera, ale zawierał na tyle wystarczająco dużo różnic, że Stark uważał te dowody za różne. Heegener zmarł „zanim ktokolwiek rzeczywiście zrozumiał, czego on dokonał” . Stark formalnie uzupełnił luki w dowodzie Heegenera w 1969 (inne współczesne rozprawy podawały rozmaite podobne dowody przez zastosowanie funkcji modularnych, ale Stark skupił się wprost na wypełnieniu luk Heegenera) .
Alan Baker podał całkowicie odmienny dowód nieco wcześniej (pod koniec 1966)  niż pojawiła się praca Starka (lub bardziej precyzyjnie Baker zredukował wynik do skończonej liczby obliczeń z pracy Starka w jego rozprawie z 1963/64 podającej już stosowne obliczenia) i zdobył medal Fieldsa za swoją metodę. Później Stark wskazał, że dowód Bakera, korzystający z liniowych postaci 3 logarytmów, można zredukować do tylko 2 logarytmów, co było znanym wynikiem od 1949 dzięki Gelfondowi i Linnikowi .
Praca Starka z 1969  cytuje również tekst z 1895 autorstwa Webera i zauważa, że gdyby Weber „tylko uczynił spostrzeżenie, że redukowalność [pewnego równania] może prowadzić do równania diofantycznego, to problem liczby klas równej jeden mógłby zostać rozwiązany 60 lat temu”. Bryan Birch zauważa, że książka Webera i właściwie cały temat funkcji modularnych, stracił zainteresowanie na pół wieku: „Niestety w 1952 nie pozostał nikt, kto był wystarczającym ekspertem w algebrze Webera, by docenić osiągnięcie Heegnera”.
Max Deuring, Carl Ludwig i Sarvadaman Chowla podali niewiele różniące się odmiany dowodu przy użyciu funkcji modularnych w następnym roku po Starku . Inne wersje z tego gatunku pojawiły się w kolejnych latach. Na przykład w 1985 Monsuru Akangbe Kenku podał dowód używając kwartyki Kleina (choć również wykorzystuje funkcje modularne) . Ponownie w 1999 Imin Chen podał inny wariant dowodu poprzez funkcje modularne (według szkicu Siegela) .
Praca Benedicta Grossa i Dona Zagiera (1986)  w połączeniu z pracą Doriana Goldfelda (1976) również podaje alternatywny dowód .

## Przypadek nieurojony
Z drugiej strony nie wiadomo, czy jest nieskończenie wiele d > 0, dla których Q(√d) ma liczbę klas równą 1. Wyniki obliczeniowe wskazują, że może być wiele takich ciał.